# 长籽马钱
长籽马钱（学名：Strychnos wallichiana），为马钱科马钱属下的一个植物种。

## 外部連結
- 士的寧 Strychnine （页面存档备份，存于） 中草藥化學圖像數據庫 (香港浸會大學中醫藥學院) （中文）（英文）